# Stefano Fassina
 (février 2022).
Si vous disposez d'ouvrages ou d'articles de référence ou si vous connaissez des sites web de qualité traitant du thème abordé ici, merci de compléter l'article en donnant les références utiles à sa vérifiabilité et en les liant à la section « Notes et références ».
Stefano Fassina (né le 17 avril 1966 à Rome) est un économiste et une personnalité politique italienne, membre du Parti démocrate, puis de Gauche italienne.

## Biographie
De 1990 à 1992 il est secrétaire national des étudiants des Jeunesses de gauche (organisation des jeunes du parti des Démocrates de gauche). Ses études terminées, il devient en 1996 conseiller économique du ministère des finances du Gouvernement Prodi I.
De 2002 à 2005, il travaille comme économiste au FMI; pendant les années 2000 il est aussi éditorialiste du journal L'Unità.
En novembre 2009 il est choisi comme responsable national, pour l'Économie et le Travail, du Parti Démocrate. Il appartient à un courant proche des idées de Pierluigi Bersani.
Candidat aux primaires du Parti Démocrate en décembre 2012, puis candidat à la chambre des députés dans la circonscription Lazio 1; il est élu député le 25 février 2013.
Stefano Fassina devient vice-ministre à l'Économie et aux Finances du gouvernement Letta le 2 mai 2013.
Il en démissionne le 4 janvier 2014, à la suite d'un désaccord avec la nouvelle ligne du parti représentée par le secrétaire général Matteo Renzi. Il quitte alors le Parti démocrate pour fonder Gauche italienne, un mouvement de gauche, avec lequel il se présente séparément aux élections municipales de Rome en juin 2016.